# Mitjà baix alemany
El mitjà baix alemany és una llengua germànica occidental descendent del vell saxó i és l'origen del baix alemany modern. Va ser parlat del segle xii al XVI aproximadament. Va jugar sobretot el paper de Llengua vehicular per a la Lliga Hanseàtica.
El Sachsenspiegel, primer codi de lleis medieval alemany, és escrit en mitjà baix alemany.

## Història

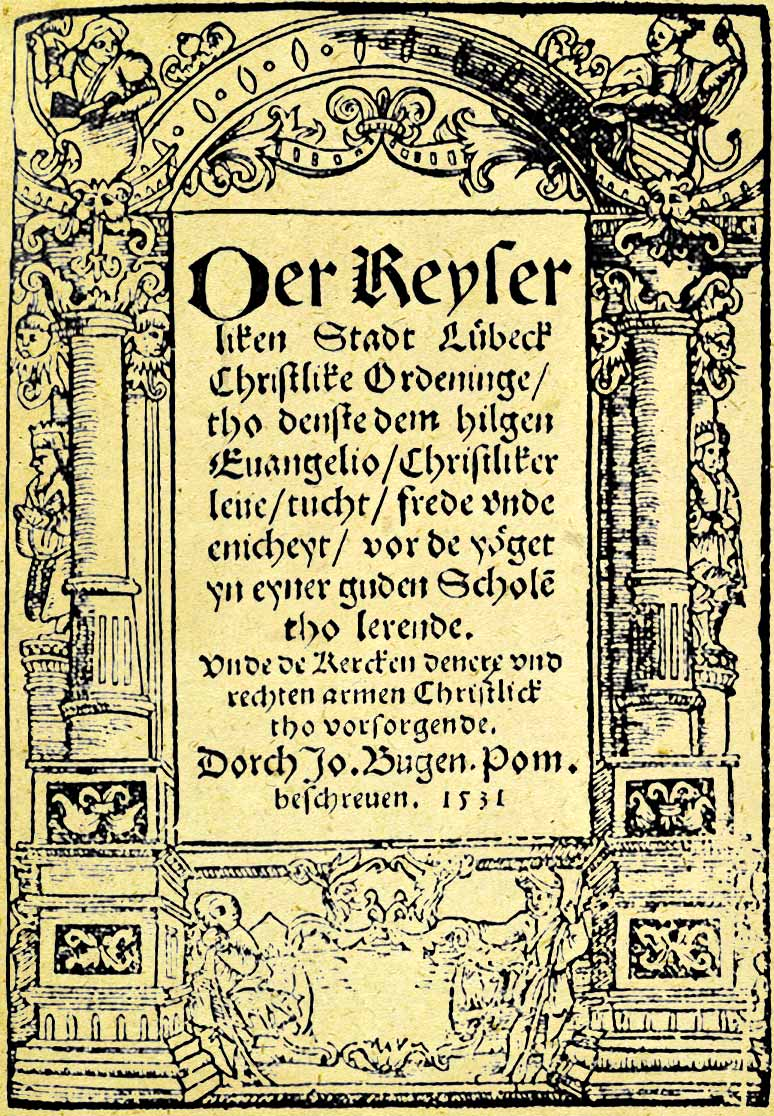
Frontispici de la « Confessió de Lübeck » (Der Keyserliken Stadt Lübeck Christlike Ordeninge, 1531).

Amb la colonització germànica de l'Europa oriental, el vell saxó s'havia difós cap a l'est fins al voltant de 1225, data convencional de la formació del mitjà baix alemany. Es va fraccionar en nous dialectes: mecklemburgès-pomeranià, mig-pomeranià, pomeranià oriental, brandeburès, baix-prussià (no confondre amb el vell prussià, que és una llengua bàltica, totalment diferent) i el mitjà baix alemany a les ciutats i les fortaleses dels Països bàltics i a Escandinàvia. El mitjà baix alemany va guanyar nous territoris, com el Schleswig, on relegà l'ús del danès i del frisó septentrional a les franges nord, i a Frísia Oriental, on va marginar l'ús del frisó oriental. Tots aquests dialectes baix-alemanys, que han format la llengua escrita dels colons de l'Estat teutònic, presenten cadascun particularitats gramaticals i lexicals. Així el plural de majestat del dialecte d'origen (el vell-saxó) en -(e)t s'ha conservat, és a dir que en comptes de la conjugació del tipus alemany wir machen, ihr macht, sie machen, es troba al Baix-Saxò: wi maakt, ji maakt, se maakt. A Pomerània, a Schleswig i a Frisia oriental, la desinència és en canvi -en, aleshoes: wi maken, ji maken, se maken.
El mitjà baix alemany va ser molt de temps una llengua de cultura, i sobretot una llengua escrita. Es barrejava freqüentment amb el llatí a les proclamacions, donacions, capitulacions i textos de llei (un exemple rellevant és el Sachsenspiegel). Els textos religiosos ocupen un lloc a part: hi van haver així des de la fi del segle xv algunes traduccions en llengua vernacla (la bíblia de Colònia l'any 1479, la bíblia de Lübeck l'any 1494). No obstant això la importància del baix alemany en tant que llengua escrita començà a disminuir al segle xvi. En el transcurs de la Reforma, el nombre d'obres impreses en baix alemany, és cert, destaca: així la « Confessió de Lübeck », atribuïda a Johannes Bugenhagen, és composta en aquesta llengua. Es deu també a Bugenhagen una versió en baix saxó de la Bíblia de Luther. Però allò mostra dues coses: d'una banda el domini del baix alemany com llengua vehicular a tot el nord d'Alemanya i als taulells de la Hansa, que feia imprescindible una edició específica de la Bíblia; però també la subordinació d'aquesta llengua a l'alemany de les cancelleries, preferit per Luther: així l'edició original de la bíblia protestant va servir d'arquetip per a la versió de Bugenhagen.
La Hansa, dominada pels venedors de Lübeck, va conèixer la seva hora de glòria entre 1200 i 1600. El parlar saxó de Lübeck li servia de llengua vehicular (Hansesprache) i va ser fins i tot molt de temps la Llengua vehicular dels ports del Mar del Nord i de la mar Bàltica. Els lingüistes designen aquesta fase d'expansió com la del « Mitjà baix alemany » Aquest terme no abasta només la llengua escrita, sinó també els múltiples dialectes parlats a l'època (cosa que és avui difícil de reconstituir amb certesa) El mitjà baix alemany escrit, per contra, és testificat per una multitud de documents, contractes, i llibres, redactats fins al Segle XVII. Al cor d'aquesta cultura pan-germànica, hi havia la metròpoli hanseàtica de Lübeck; la dissolució de la lliga mercant relegà la llengua saxona al rang de llengua interregional, d'ús essencialment oral.